# Flashlight
«Flashlight» — пісня Касі Мось для конкурсу Євробачення 2017 в Києві, Україна. Була виконана в першому півфіналі Євробачення, 9 травня, та пройшла до фіналу. У фіналі, 13 травня, була виконана під номером 2, за результатами голосування отримала від телеглядачів та професійного журі 64 бали, посівши 22 місце.

## Список композицій
| Digital download | Digital download | Digital download |
| #                | Назва            | Тривалість       |
| ---------------- | ---------------- | ---------------- |
| 1.               | «Flashlight»     | 3:00             |